# Emma Sjöberg
Emma Sjöberg (Stockholm, 1968. szeptember 13. –) svéd modell, színésznő, üzletasszony.

## Fiatalkora
Emma Sjöberg (Emma Wiklund, Emma S. Wiklund, Emma Sjöberg-Wiklund) svéd apa - Per-Olof Sjöberg - és kongói anya - Birgitta Tegelberg - gyermekeként született 1968. szeptember 13-án. Már tizenévesen modellkedni kezdett az Elite Model Management támogatásával. Olyan cégek kampányaiban szerepelt, mint a Versace, a Chanel, a Thierry Mugler vagy a Dolce & Gabbana, többször volt az Elle címlaplánya. 2006 és 2008 között az IHM Business Schoolt végezte el. 

## Színészi pályafutása
Kezdetben videóklipekben szerepelt, egyike volt azon nyolc modellnek, aki a George Michael Too Funky slágeréhez készült kisfilmben játszott 1992-ben, emellett az Inferno című, Kate Moss főszereplésével készült vígjátékban szerepelt. A világ akkor ismerte meg színésznőként, amikor megkapta a csinos rendőrnő, Petra szerepét a Luc Besson forgatókönyve alapján készült Taxi című 1998-as francia akcióvígjátékban. A film nemzetközileg is akkora sikert aratott, hogy Samy Naceri, Frédéric Diefenthal, Marion Cotillard és Bernard Farcy társaságában még három részben játszott 2007-ig. Ezen kívül A Féreg akcióba lép című filmben szerepelt még táncosként, valamint Billy Zane 2004-es Big Kiss című romantikus vígjátékában, Sonja szerepében.
A Taxi 4 óta nem készített filmet. Szépségápolási termékek forgalmazásával és rádiós műsorvezetéssel foglalkozik.

## Magánélete
1994 és 2000 között Ulf Ekberggel, az Ace of Base zenészével élt együtt. 2003-ban ment hozzá Hans Wiklund újságíróhoz, majd a nevét is felvette. Egy lányuk és egy fiuk született, Tyra és Elis. 
Folyékonyan beszél német nyelven.

## Filmográfia
| Év   | Magyar cím          | Eredeti cím        | Szerep            | Magyar hang  |
| ---- | ------------------- | ------------------ | ----------------- | ------------ |
| 1992 |                     | Inferno (tévéfilm) | ismeretlen szerep |              |
| 1995 | Inferno             | Inferno            | ismeretlen szerep |              |
| 1998 | Taxi                | Taxi               | Petra             | Timkó Eszter |
| 1999 | A Féreg akcióba lép | Simon Sez          | táncosnő          | Törtei Tünde |
| 2000 | Taxi 2.             | Taxi 2             | Petra             | Timkó Eszter |
| 2003 | Taxi 3.             | Taxi 3             | Petra             | Timkó Eszter |
| 2004 |                     | Big Kiss           | Sonja             |              |
| 2007 | Taxi 4.             | Taxi 4             | Petra             | Timkó Eszter |